# The official Blue Rose bootleg
The official Blue Rose bootleg is een livealbum van Iain Matthews, Elliot Murphy en Olivier Durand. Het betreft een bootlegachtig album dat is gemaakt aan het eind van een vijftiendaagse tournee, die gehouden werd ter promotie van het studioalbum La terre commune dat de drie heren maakte met een studiodrummer. De opnamen vonden plaats in het Steinenhaus "The Cornish Pub" te Solingen op 1 juni 2001.

## Musici
- Iain Matthews, Elliott Murphy, Olivier Durand – zang, gitaar, harmonica

## Muziek
| Nr. | Titel                             | Duur |
| --- | --------------------------------- | ---- |
| 1.  | Close to the bone                 |      |
| 2.  | You never know what you’re in for |      |
| 3.  | One cold street                   |      |
| 4.  | Last of the rock stars            |      |
| 5.  | Unconditionally                   |      |
| 6.  | I want to talk with you           |      |
| 7.  | Navy blue                         |      |
| 8.  | Swinging from the Yardam          |      |
| 9.  | Darkness darkness                 |      |
| 10. | The day after Valentine’s day     |      |
| 11. | Something mighty                  |      |
| 12. | On Elvis Presleys birthday        |      |
| 13. | Cortez the Killer                 |      |
| 14. | Fading fast                       |      |

| Nr. | Titel                       | Duur |
| --- | --------------------------- | ---- |
| 1.  | Where the big dogs run      |      |
| 2.  | Dusty roses                 |      |
| 3.  | Funk and fire               |      |
| 4.  | Blind Willie McTell         |      |
| 5.  | Diamonds by the yard        |      |
| 6.  | I don’t wanna talk about it |      |
| 7.  | Little red rooster          |      |
| 8.  | Rock ballad                 |      |
| 9.  | Brown eyed girl             |      |
| 10. | Route ‘66                   |      |